# Sal kosher

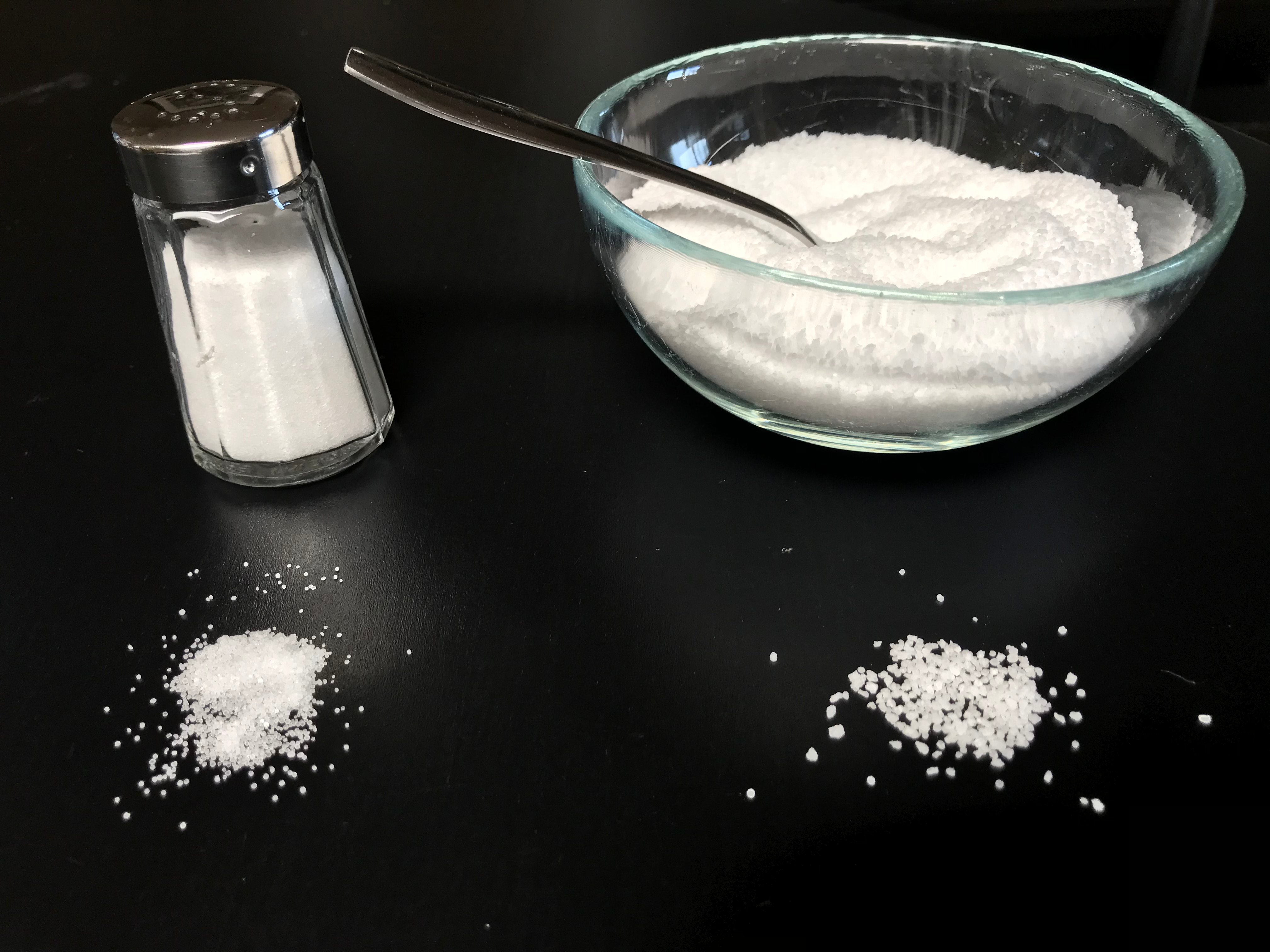
Comparación de sal de mesa (izquierda) con sal kosher (derecha)

La sal kosher es una sal de cocina gruesa, o en escamas sin aditivos comunes como el yodo (aunque puede incluir agentes antiaglomerantes). Es empleada tradicionalmente por los judíos para la salazón de algunos alimentos kosher  y normalmente se la usa para cocinar y no en la mesa.

## Etimología
La sal comestible gruesa es un alimento básico en la cocina, pero su nombre varía en diversas culturas y países. El término sal kosher se convirtió de uso común en América del Norte refiriéndose a su uso en la práctica religiosa judía de carnes secas en salmuera, conocida como kashering, y no a la sal en sí misma que no se fabrica bajo ninguna directriz religiosa. Algunas marcas identifican además la sal con certificación kosher como aprobada por un organismo religioso.

## Usos

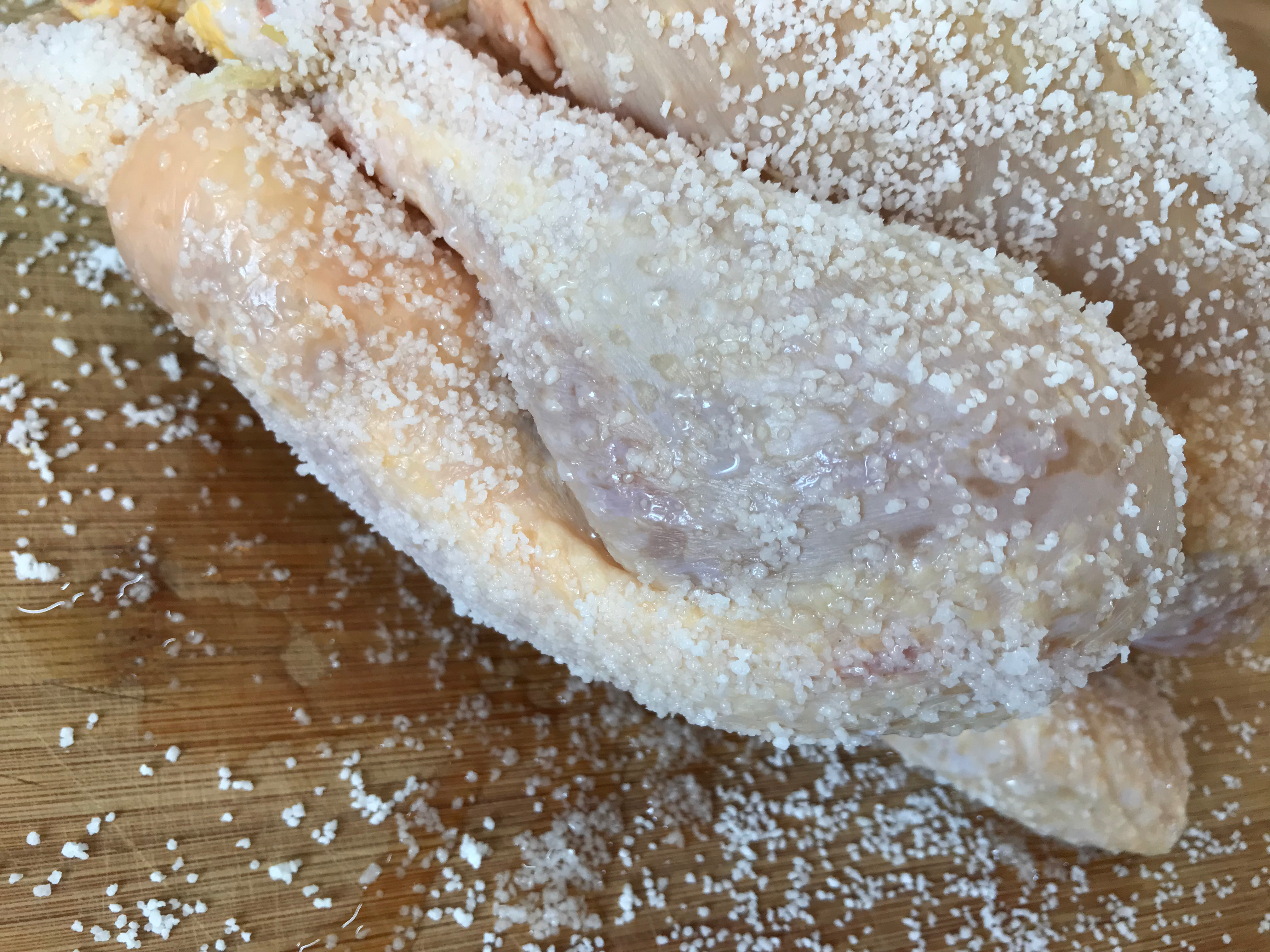
Sal kosher aplicada a pollo que muestra humedad extraída después de una hora

### Cocina  en general
Debido a la falta de aditivos metálicos o de sabor amargo como el yodo, el fluoruro o la dextrosa, a menudo se usa en la cocina en lugar de la sal de mesa que puede contener aditivos.
Estimar la cantidad de sal cuando se sala a mano también puede ser más fácil debido al tamaño de grano más grande.
Algunas recetas requieren específicamente la medición del volumen de sal kosher de cocina, que en algunas marcas pesa menos por medida debido a su menor densidad y, por lo tanto, es menos salada que una medida del mismo volumen de sal de mesa. Las recetas que requieren un peso específico de sal son más consistentes cuando se usan distintos tipos de sal.
Las diferentes marcas de sal varían dramáticamente en densidad. Para una marca, la misma medida de volumen puede contener el doble de sal (en masa) que para otra marca.

### Carne en salmuera
La sal de grano grueso se usa para crear una salmuera seca, que aumenta la suculencia y el sabor y satisface algunos requisitos religiosos, a veces con adiciones de sabor como hierbas, especias o azúcar.
La carne generalmente se remoja en agua fría y se escurre para luego cubrirla completamente con una fina capa de sal, y luego se deja reposar en una rejilla o tabla durante una hora o más. Los gránulos de sal más grandes permanecen en la superficie de la carne, en su mayor parte sin disolver, y absorben los fluidos de la carne, que luego se reabsorben parcialmente junto con la sal y los condimentos agregados, esencialmente salando la carne en sus propios jugos. Después la mezcla de sal se enjuaga y se desecha antes de cocinar la carne.

### Limpieza
Debido a su tamaño de grano, la sal también se usa como limpiador abrasivo para utensilios de cocina como sartenes de hierro fundido. Mezclada con aceite, conserva su abrasividad pero se puede disolver fácilmente con agua después de la limpieza, a diferencia de los limpiadores a base de piedra pómez o carbonato de calcio, que pueden dejar un residuo arenoso si no se enjuagan bien.

## Manufactura
En lugar de cristales cúbicos, la sal kosher tiene una forma de placa plana y, en algunas marcas, también puede tener una forma piramidal hueca. Morton Salt produce sal kosher plana, mientras que Diamond Crystal produce sal piramidal. La forma plana generalmente se logra cuando los cristales cúbicos se fuerzan a adoptar esta forma bajo presión, generalmente entre rodillos. Los cristales de sal piramidales generalmente se fabrican mediante un proceso de evaporación llamado proceso Alberger. La sal kosher generalmente se fabrica con un tamaño de grano más grande que los granos de sal de mesa. La sal Diamond Crystal es fabricada por Cargill en St. Clair, MI y Morton Salt por Chicago, IL.